# Amerikas konfedererade stater
Amerikas konfedererade stater (engelska: Confederate States of America), ofta benämnt som Sydstaterna, var en kortvarig statsbildning i Nordamerika. Den verkade mellan åren 1861 och 1865, vid tiden för det amerikanska inbördeskriget. Konfederationen utgjordes av sydliga delstater i Amerikas förenta stater som i början på 1860-talet valde att lämna förbundsrepubliken (federationen) och tillsammans bilda en helt oberoende statsbildning, en konfederation. Detta skedde till följd av 1860 års presidentval som vanns av republikanen och slaverimotståndaren Abraham Lincoln.
Inget annat land gav diplomatiskt erkännande till konfederationen som en suverän statsbildning. Vissa europeiska makter var, av geopolitiska skäl, sympatiskt inställda till dess kamp mot USA.

## Historia

|  | Delstater utan slaveri som stannade kvar i unionen. |

|  | Delstater med slaveri som stannade kvar i unionen. |

|  | Delstater med slaveri som utträdde ur unionen före slaget vid Fort Sumter. |

|  | Delstater med slaveri som utträdde ur unionen efter slaget vid Fort Sumter. |

|  | Territorier inom unionen, delvis erövrade av sydstaterna. |

### Bakgrunden till separatismen i södra USA
I bakgrunden till sydstaternas utbrytning ur USA fanns en av den tidens centrala politiska frågor, nämligen om slaveriet borde avskaffas eller ej. På flera håll i Europa och i Mexiko i söder hade slaveriet redan avskaffats. I Nordamerika tilläts slaveri i mitten på 1800-talet främst i den konservativt dominerade amerikanska södern, där makten på delstatsnivå låg hos Demokratiska partiet. Splittringen i det amerikanska samhället rörande slaverifrågan drogs till sin spets i och med utgången av presidentvalet år 1860 som vanns av det då reformsinnade Republikanska partiet och dess presidentkandidat Abraham Lincoln, som var motståndare till slaveriet. Lincoln hade under valkampanjen inte föreslagit ett omedelbart avskaffande av slaveriet, utan snarare försökt att överbrygga meningsskiljaktigheter med sina motståndare genom kompromisslösningar, men när han väl vann valet med runt 40 % av rösterna uppfattades det som ett nästan existentiellt hot mot de intressen som försvarade slaveriet i USA. För konservativa demokrater, vars parti hade splittrats under presidentvalskampanjen 1860 i en nordstats- och en sydstatsfalang, sågs valutgången således som en del av en sedan länge pågående kampanj mot sydstaternas ekonomi och traditionella samhällsvärderingar. Många slaveriförespråkare upprördes även av det stabila stöd den afroamerikanska befolkningen visade för republikanerna i nordstaterna och såg valresultatet som en förödmjukelse.
Veckorna efter att valresultatet offentliggjordes den 6 november 1860 började den federala regeringen i Washington, D.C. tappa kontrollen över situationen och de lagstiftande församlingarna i delstaterna South Carolina, Alabama och Georgia beslutade sig för att rösta om att eventuellt bryta sig ur USA samtidigt som högt uppsatta sydstatspolitiker avgick från sina federala ämbeten. Den sittande presidenten James Buchanan vidtog inga kraftfulla åtgärder utan nöjde sig med att meddela att nordstaterna förvisso borde sluta lägga sig i sydstaternas inre angelägenheter men att ett utträde ur unionen var olagligt. Den 20 december 1860 förklarade sig South Carolina självständigt från USA mot bakgrund av Lincolns åsikter om slaveriet och månaderna som följde kom ytterligare delstater i södra USA att göra detsamma. I februari 1861 hade i tur och ordning delstaterna South Carolina, Mississippi, Florida, Alabama, Georgia, Louisiana och Texas förklarat sig oavhängiga.

### Bildandet av en ny stat
Den 4 februari 1861 sammanträdde ledande företrädare för utbrytardelstaterna i vad som kallades Konfedererade staternas provisoriska kongress för att diskutera bildandet av en gemensam regering. En provisorisk författning för en separat statsbildning antogs bara fyra dagar senare, den 8 februari 1861. Den 9 februari 1861 valdes Jefferson Davis till den nybildade konfederationens provisoriska president och Alexander H. Stephens till provisorisk vicepresident. Samtidigt gjordes desperata försök i huvudstaden att mildra konsekvenserna av de sju sydstaternas utträde och förhindra att ytterligare delstater bröt sig loss, men inga föreslagna lösningar godtogs av USA:s kongress.
Under februari och mars månader togs en rad militäranläggningar runtom i sydstaterna över av delstatsmilitär. När Abraham Lincoln officiellt tillträdde som USA:s president förklarade han sig villig att låta delstater som tillät slaveri behålla det även fortsättningsvis i syfte att bevara unionens sammanhållning, men han vägrade betrakta sydstaternas utträde som lagligt. Militär mobilisering genomfördes i flera sydstater under mars och april 1861 samtidigt som Lincolnadministrationen försökte undvika öppen konflikt, något som misslyckades i och med slaget vid Fort Sumter i South Carolina vilket blev startskottet för det amerikanska inbördeskriget.

### Konfederationens utökning efter slaget vid Fort Sumter

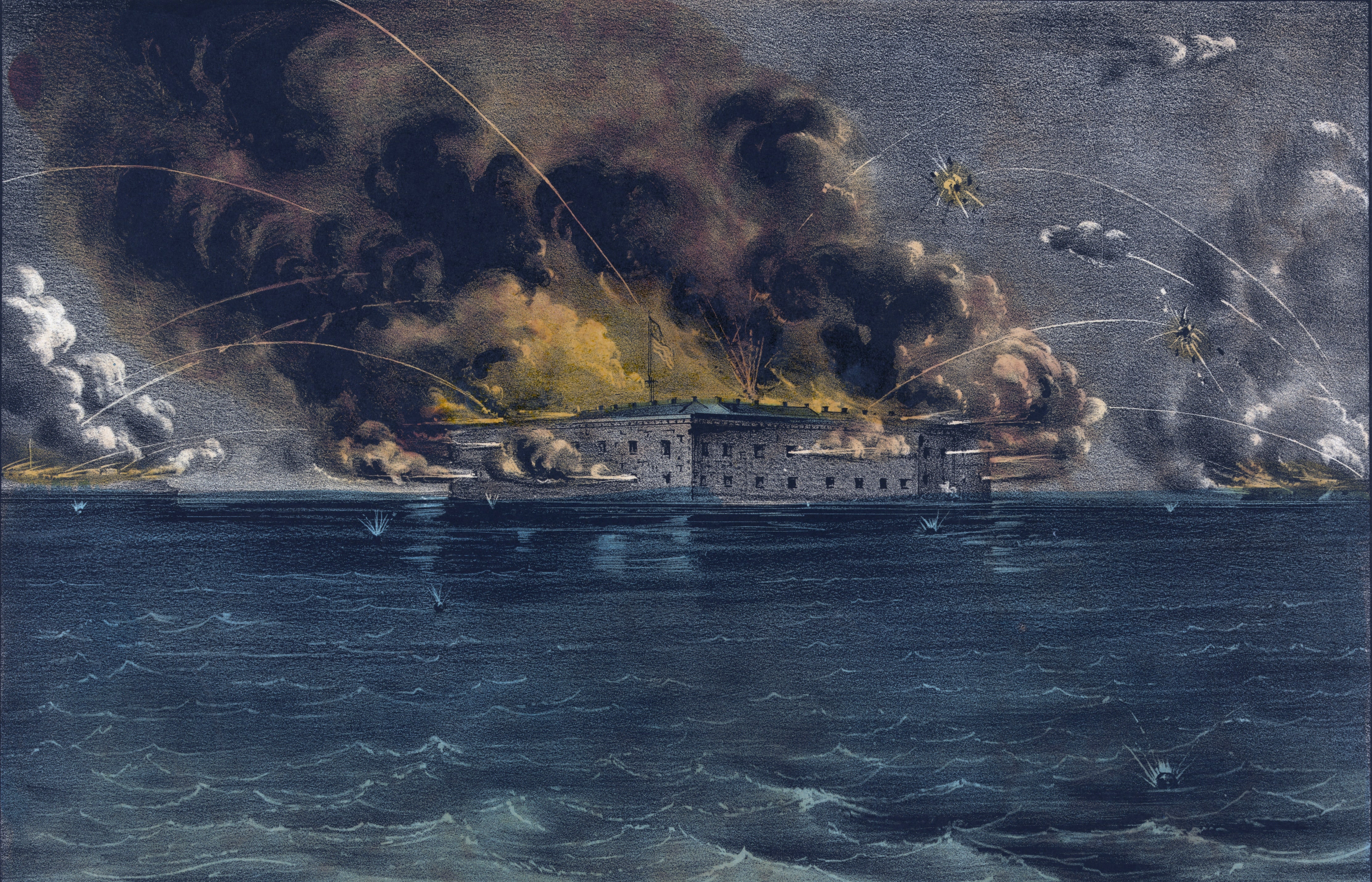
Belägringen av Fort Sumter i april 1861.

Efter att öppet krig bröt ut i april 1861 gick delstaterna Virginia, Arkansas, Tennessee och North Carolina med i konfederationen. Den nordvästra delen av Virginia bröts i sin tur loss och kom senare att bilda den nya delstaten West Virginia, som återgick till nordstaterna. Konfederationen gjorde emellertid anspråk på hela det gamla Virginia. Liknande försök bland unionstrogna politiker i östra Tennessee att bryta sig ur konfederationen förhindrades av sydstatsmilitär. Konfederationen fick också visst stöd från invånare i gränsdelstater som stannade kvar i unionen, så som Delaware och Maryland.
Under sommaren 1861 allierade sig en betydande del av invånarna i Indianterritoriet med sydstaterna och vissa större indianstammar, som också bedrev slaveri, fick till och med symbolisk representation i sydstatskongressen. Delar av de avlägsna ökenterritorierna New Mexico och Arizona föll under sydstatskontroll på sensommaren 1861 och fick bilda det konfederala Arizonaterritoriet.

### Utvecklingen under inbördeskriget
Konfederationen vann flera segrar tidigt i inbördeskriget men detta visade sig vara otillräckligt i längden. Till havs kunde man inte mäta sig med den överlägsna unionsflottan, som upprätthöll en sjöblockad mot större delen av sydstaternas kuster. Sydstatsarméernas invasion av nordstaterna i augusti 1862 misslyckades fullständigt och man led svårt av brist på manskap och förnödenheter. Nordstaterna lyckades å sin sida med sin strategi att splittra sydstaterna i två delar längs med Mississippifloden, den så kallade Anakondaplanen, i och med slaget vid Vicksburg sommaren 1863. Samtidigt skakades konfederationen inrikespolitiskt då flera delstatsguvernörer gjorde motstånd mot sin egen regering; man kritiserade Jefferson Davis för att överge konfederationens frihetsideal och inkräkta på "delstaternas rättigheter" när man utökade centralmaktens befogenheter för att bedriva kriget. Exempelvis Georgias guvernör Joseph E. Brown riktade skarp kritik mot sydstatsregeringen för införandet av värnplikt, konfiskeringen av boskap och tvångsrekryteringen av slavar till den gemensamma krigsmakten. Även andra guvernörer insisterade på att män från deras delstater endast skulle behöva strida för att försvara sin egen delstat, inte någon annan del av konfederationen.
Åren 1864 och 1865 led konfederationen flera avgörande militära nederlag och förlorade kontrollen över i princip alla större floder, kusterna och en allt större del av sitt territorium. Järnvägsnätet var obrukbart, större städer låg i ruiner, sydstatsarmén plågades av sjukdom och massdeserteringar medan en stor del av befolkningen hade flytt sina hem. I februari 1865 försökte Lincoln återigen erbjuda en kompromiss för att nå fred; han skall ha erbjudit ekonomisk kompensation för frisläppta slavar mot att sydstaterna kapitulerade. Ingen uppgörelse kunde nås och kriget fortsatte. I april 1865 förlorade sydstaterna slaget vid Appomattox Court House och var därefter militärt besegrade. Den 10 maj 1865 tillfångatogs Jefferson Davis och i juni samma år kapitulerade de sista resterna av konfederationens krigsmakt.
Andrew Johnson, som tog över presidentämbetet efter mordet på Abraham Lincoln, var ovillig att låta åtala någon politiker eller befälhavare från sydstaterna för förräderi eller uppror och drev igenom omfattande amnestier för att förhindra att så skulle ske. Under hans presidentskap inleddes den så kallade rekonstruktionstiden i USA då de besegrade sydstaterna gradvis började återuppgå i unionen. De konservativa demokrater som både före och under inbördeskriget styrt den amerikanska södern förlorade tillfälligt makten i de nyval som hölls efter krigsslutet, då även befriade slavar fick rösta.

## Geografi
Konfederationen utgjordes av de delstater i USA som lämnade unionen åren 1860-1861, i historieskrivningen betecknat sydstaterna, plus Arizonaterritoriet.  Klimatet var mestadels fuktigt subtropiskt med de milda vintrar som kännetecknar den amerikanska södern. Tusentals soldater på båda sidor i kriget avled i de infektionssjukdomar som härjade i denna del av Nordamerika.
En stor del av konfederationens territorium utgjordes av kustdelstater med oländig terräng såsom sumpmarker och floddeltan. Längst västerut dominerade ökenlandskap och konfederationens centrala delar genomskars från norr till söder av Mississippifloden.

## Politik och statsskick

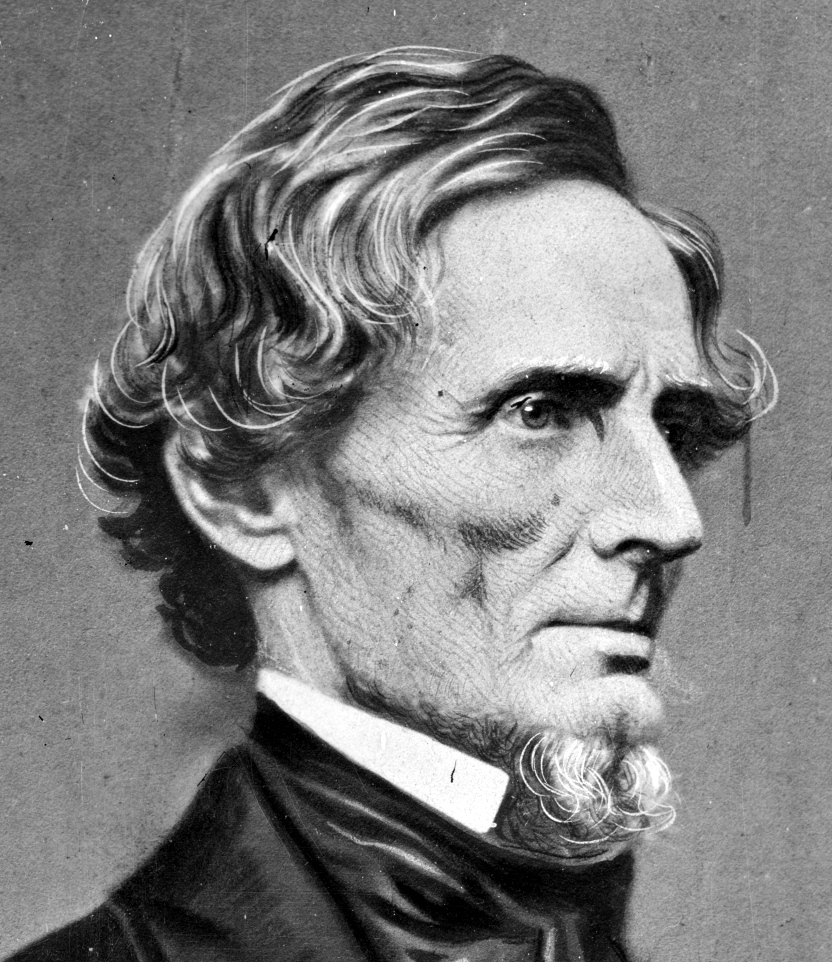
Konfederationens president Jefferson Davis.

Amerikas konfedererade staters författning var i de allra flesta avseenden nästan identisk med USA:s författning. Den föreskrev uttryckligen en federal regering snarare än en faktisk konfederation, det vill säga ett statsförbund av nästan suveräna delar. Detta underströks i dess första artikel, § 10, enligt vilken delstaterna saknade egna diplomatiska befogenheter. Delstater i konfederationen saknade även precis som USA:s delstater explicit rätt att förklara sig självständiga. På vissa områden förändrades emellertid maktförhållandet mellan den federala och delstatliga nivån jämfört med i den amerikanska konstitutionen. Exempel på där delstaternas rättigheter stärktes gentemot den federala regeringen var regeringens begränsade möjligheter att införa handelshinder liksom att enskilda delstater i konfederationen fick rätt att ställa federala ämbetsmän inför rätta. Å andra sidan förlorade delstaterna vissa befogenheter, som att besluta om utlänningars rösträtt inom sina gränser samt rätten att reglera slavägares resor över delstatsgränserna. Den mest kända skillnaden mot USA:s författning var dock sydstatskonstitutionens absoluta garanti för slaveriets fortsatta existens; ingen lag som avskaffade eller ens inskränkte rätten att äga afrikanska slavar fick överhuvudtaget stiftas.

### Den verkställande och lagstiftande makten
Konfederationens statschef var Amerikas konfedererade staters president som enligt författningen skulle väljas i indirekta val, via ett av folket direktvalt valmanskollegium, för sexåriga mandatperioder utan möjlighet till omval. Den 6 november 1861 hölls det enda ordinarie presidentvalet i konfederationen där Jefferson Davis och Alexander H. Stephens utan någon opposition valdes till president- respektive vicepresidentämbetet.
Landets republikanska statsskick byggde på maktdelningsprincipen likt i USA och den lagstiftande makten överläts på en bikameral församling, Konfedererade staternas kongress, som sammanträdde först i februari 1862. Kongressens överhus var senaten med två ledamöter från varje delstat och dess underhus var representanthuset där antal ledamöter avgjordes av delstaternas folkmängd. Två kongressval hölls innan inbördeskrigets slut, åren 1861 och 1863. Regler för kongressval bestämdes i stor utsträckning på delstatsnivå. Politiska partier var inte verksamma i konfederationen men landets kortvariga politiska liv dominerades helt av politiker som tidigare hade företrätt det konservativa Demokratiska partiet.
Invånare av afrikansk härkomst saknade i regel några som helst medborgerliga rättigheter; över 96 % av den afroamerikanska befolkningen i sydstaterna hölls vid tiden för inbördeskriget i slavarbete och ansågs vara "egendom", men på grund av den officiella raspolitiken saknade även de svarta som räknades som fria från slaveriet möjlighet att delta i politiken. Till skillnad mot nordstaterna införde konfederationen ett system med inrikespass som även inskränkte många vita invånares rörelsefrihet.

### Rättsväsende
Konfedererade staternas högsta domstol, vars domare skulle utses av presidenten, skulle enligt konstitutionen utöva den dömande makten på federal nivå. På grund av inbördeskriget samt starkt motstånd bland de som ville försvara delstaternas rättigheter kunde domstolen aldrig sammanträda och de enskilda delstaternas högsta domstolar fick istället bli sista juridiska instans.
Många distrikts- och lokala domstolar fortsatte sin verksamhet precis som före separationen från USA men eftersom det inte fanns någon federal högsta domstol blev också tolkningen av lagarna väldigt olika i delstaterna då det inte finns några prejudikat att gå efter. Tusentals invånare greps dessutom av sydstatsarmén för misstänkta sympatier med unionen.

### Relationer med ursprungsbefolkningen
Indianstammarna cherokee, chickasaw och choctaw ansågs som civiliserade av de vita för att de hade tillägnat sig många av vitas seder, bland annat att hålla slavar och äga plantager. Indianer fick också vara med i armén, och även tjänstgöra som officerare. Det mest iögonfallande exemplet härpå torde vara brigadgeneral Stand Watie, vilken var den siste sydstatsgeneralen som kapitulerade inför USA.

### Utrikespolitik

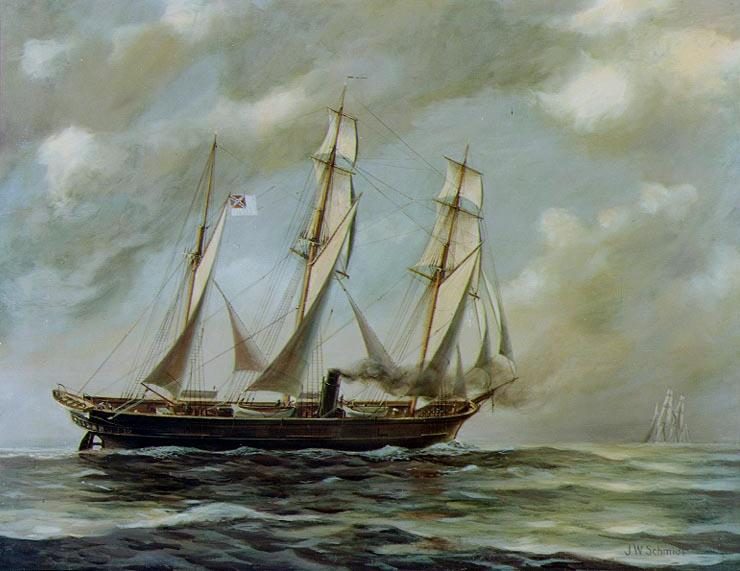
Alabama var ett av flera örlogsfartyg som byggdes av privata skeppsbyggare i England på uppdrag av sydstaterna.

Utrikespolitiken byggde till stor del på idén att bomullsexporten från den amerikanska södern var så pass viktig för den pågående industrialiseringen i Europa, i synnerhet för Franska kejsardömet och Storbritannien och Irland, att man skulle kunna hota med att strypa tillgången på bomull om man inte fick diplomatiskt och militärt stöd därifrån. Tidigt visade det sig att sydstatsregeringen var synnerligen dåligt informerad i den frågan; britterna hade alternativ tillgång till bomull i Egypten och Indien och var inte lika beroende av amerikansk bomull som förr. Däremot exporterade nordstaterna enorma mängder livsmedel till Storbritannien, brittiska banker hade investerat stora summor i den amerikanska järnvägsutbyggnaden och USA kunde dessutom hota med en invasion av Kanada om man gick med i inbördeskriget på sydstaternas sida. Detta minskade krigslusten betydligt, även om både britter och fransmän i ett inledande skede övervägde att intervenera eller medla mellan nord- och sydstater.
Diplomatiska sändebud skickades från sydstaterna till Europa under inbördeskriget och inofficiella samtal hölls med politiker i bland annat London och Paris men inget land ville erkänna konfederationen som en suverän stat. Man försökte till och med, trots att sydstaternas invånare i stor utsträckning var protestanter, förmå påven Pius IX att ge diplomatiskt erkännande till konfederationen, men utan att lyckas. När Abraham Lincoln utfärdade emancipationsproklamationen år 1862, enligt vilken nästan alla slavar i sydstaterna skulle anses vara fria efter årets slut, underminerades de intressen i Storbritannien och Frankrike som önskade stödja konfederationen då befolkningarna i dessa länder inte kunde förväntas stödja idén om krig för ett land som ville behålla slaveriet.
Under inbördeskrigets lopp förekom tidvis direkta förbindelser mellan nord- och sydstaterna, exempelvis för att diskutera vapenvilor samt ordna med utväxling av fångar. Det hände också att man hjälpte varandras civila att fly striderna genom tillfälliga vapenvilor och genom att föra skadade i säkerhet.

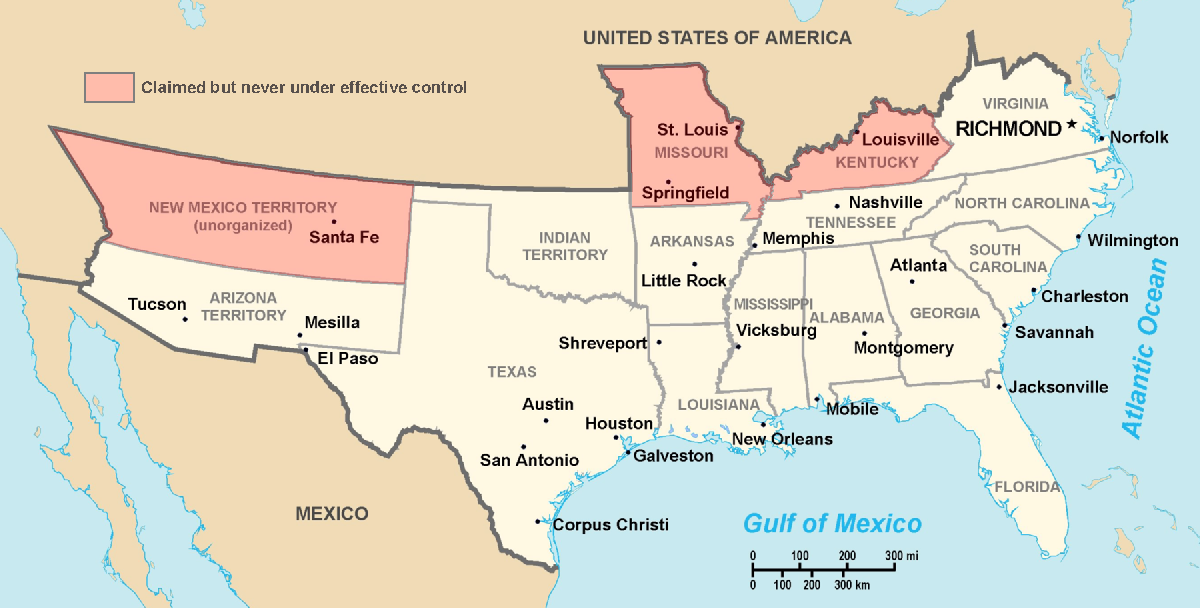
Konfederationens delstater, territorier och ytterligare territoriella anspråk.

### Administrativ indelning
Den administrativa indelningen byggde  på i stort sett samma delstatsgränser som gällde före inbördeskriget. De delstater som av sydstatsregeringen ansågs tillhöra Amerikas konfedererade stater var, här listade efter deras ratificerande av konfederationens författning, följande: Alabama (mars 1861), Georgia (mars 1861), Louisiana (mars 1861), Texas (mars 1861), Mississippi (mars 1861), South Carolina (april 1861), Florida (april 1861), Virginia (maj 1861), Arkansas (maj 1861), North Carolina (maj 1861), Tennessee (juni 1861), Missouri (november 1861), Kentucky (december 1861), Arizonaterritoriet (januari 1862).
Sydstaterna utövade aldrig effektiv politisk eller militär kontroll över samtliga områden man gjorde anspråk på. Vidare genomfördes inte någon fullständig annektering av Indianterritoriet även om vissa indianstammar stred på sydstaternas sida i inbördeskriget.

## Ekonomi

### Jordbruket

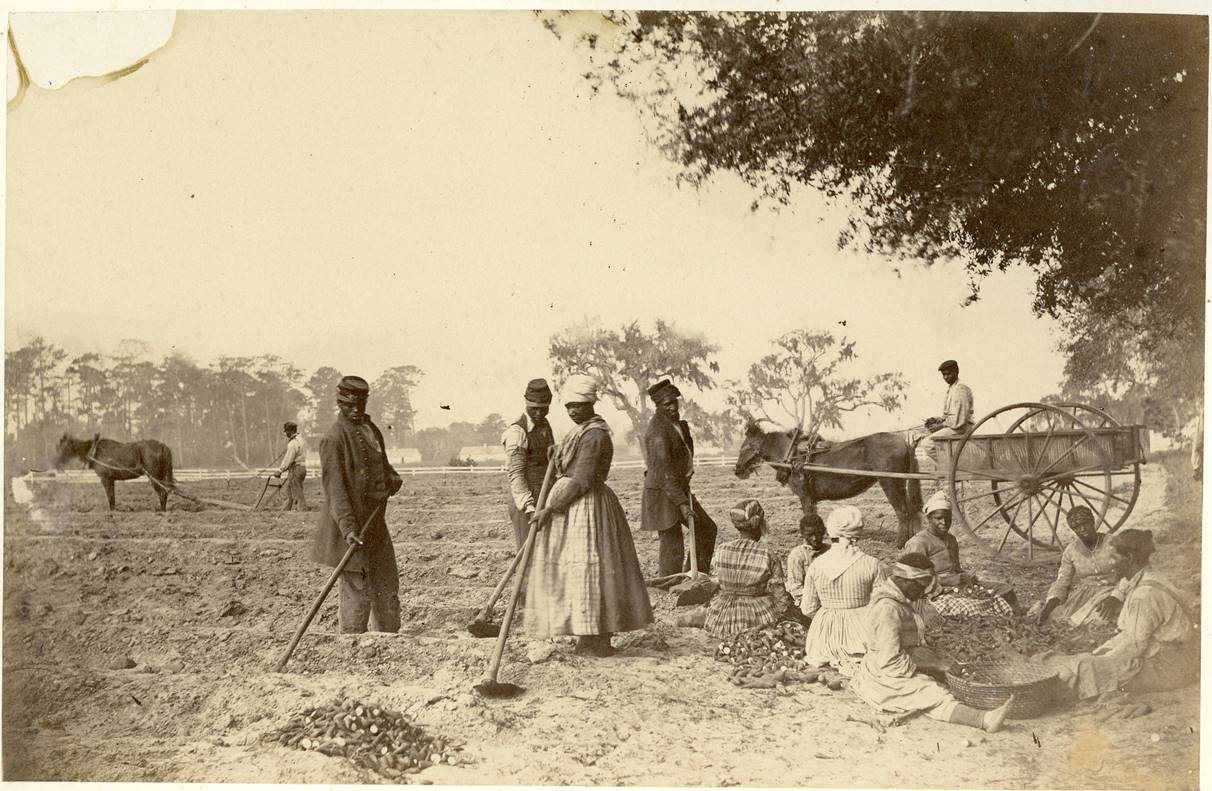
Arbete på en plantage i South Carolina. Fotografi från 1862.

Samhällsekonomin i södra USA vid 1800-talets mitt var i princip helt jordbruksbaserad. Konfederationen låg långt efter nordstaterna i industrialiseringen, järnvägsnätet var dåligt utbyggt och ekonomin stödde sig i stort sett på plantagenäringen. På de stora godsen användes afrikanska slavar som arbetskraft och det odlades främst bomull, tobak och sockerrör. Boskapsskötsel och spannmålsodling var också viktiga delar av jordbruket. Endast ett par exporthamnar av betydelse fanns i sydstaterna, den viktigaste hamnstaden var New Orleans i delstaten Louisiana. Torka, strömmar av internflyktingar, ett totalförstört järnvägsnät och brist på arbetskraft när en stor del av den manliga befolkningen blev inkallad kom att leda till återkommande svältrelaterade upplopp i städerna.
När kriget bröt ut blockerades sydstatshamnarna av unionen, vilket stoppade utrikeshandeln som var livsnerven för sydstatsekonomin. Några få hamnar vid Mexikanska golfen hölls öppna något år in i kriget då USA:s krigsfartyg hade svårt att nå dit, då de hade för långt till någon hemmahamn där de kunde bunkra. Detta gällde bland annat New Orleans som kapitulerade till unionen den 1 maj 1862 varefter konfederationen tappade en stor del av ryggraden i sin ekonomi och i praktiken blev isolerad.

### Finans- och penningpolitik

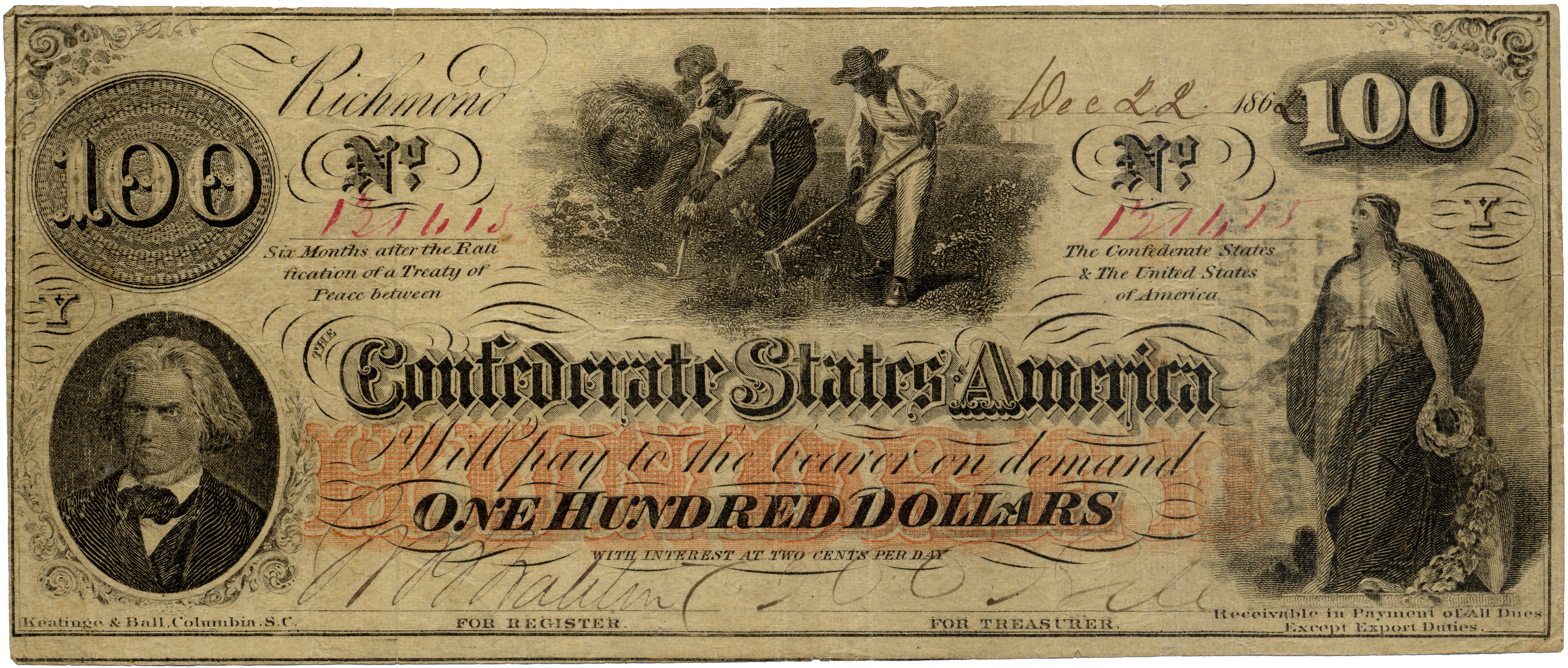
Konfederationen utfärdade en egen valuta, CSA-dollar. På bilden en 100-dollarssedel.

Sydstaterna saknade mycket av de finanspolitiska verktyg som USA:s regering hade till sitt förfogande i kriget, tydligast gällde detta indrivningen av skatter. På grund av det politiska och kulturella motstånd mot en alltför stark centralmakt som fanns i den amerikanska södern vågade regeringen under Jefferson Davis inte införa beskattning av någon större betydelse. Man trodde dessutom att inbördeskriget skulle ta slut så fort att det inte fanns någon anledning till att höja skatterna. År 1862 kom endast 5 % av konfederationens federala regerings intäkter från direkta skatter. Även om man till slut tvingades införa flera skatter för att kunna finansiera kriget valde man i första hand att öka statsintäkterna genom sedelpressarna och genom att ta stora lån i Europa.
Konfederationens valuta, CSA-dollarn, var inte garanterat inlösbar mot guld eller någon annan ädelmetall utan sedlar trycktes med ett löfte om att staten löser in dem sex månader efter ett framtida fredsavtal med USA. Under krigets lopp kollapsade CSA-dollarn i värde till den grad att den slutade fungera som betalningsmedel, inflationen sköt i höjden och det trycktes sedlar i så stor omfattning att mängden kontanter i omlopp hade tjugofaldigats i sydstaterna efter krigets fyra år.

## Militär
Krigsorganisationen var uppdelad i tre vapengrenar; armén, flottan och marinkåren. Många av officerarna hade gått på United States Military Academy i West Point tillsammans med sina nyblivna fiender och även slagits sida vid sida med dem. De meniga soldaterna var oftast vita pojkar och män mellan 16 och 28 år. Tidigt förlitade man sig på att antalet frivilliga från de olika delstaterna skulle räcka för att förse armén med manskap men detta visade sig vara otillräckligt. År 1862 infördes värnplikt för vita män mellan 18 och 35 år. Värnplikten utökades sedermera till att gälla alla vita män upp till 45 års ålder. Undantag från värnplikt gjordes för civila yrken som ansågs vara samhällsviktiga samt för slavägare med mer än 20 slavar, något som kritiserades häftigt för att i princip enbart gälla de rika. Svarta fick inte bära vapen överhuvudtaget men slavar tvingades i många fall tjänstgöra som stödpersonal, till exempel kockar, djurskötare och liknande. I vissa fall genomförde sydstatsarméerna regelrätta kidnappningar av afroamerikaner på ockuperat nordstatsterritorium och skickade dem söderut som slavar.

### Armén

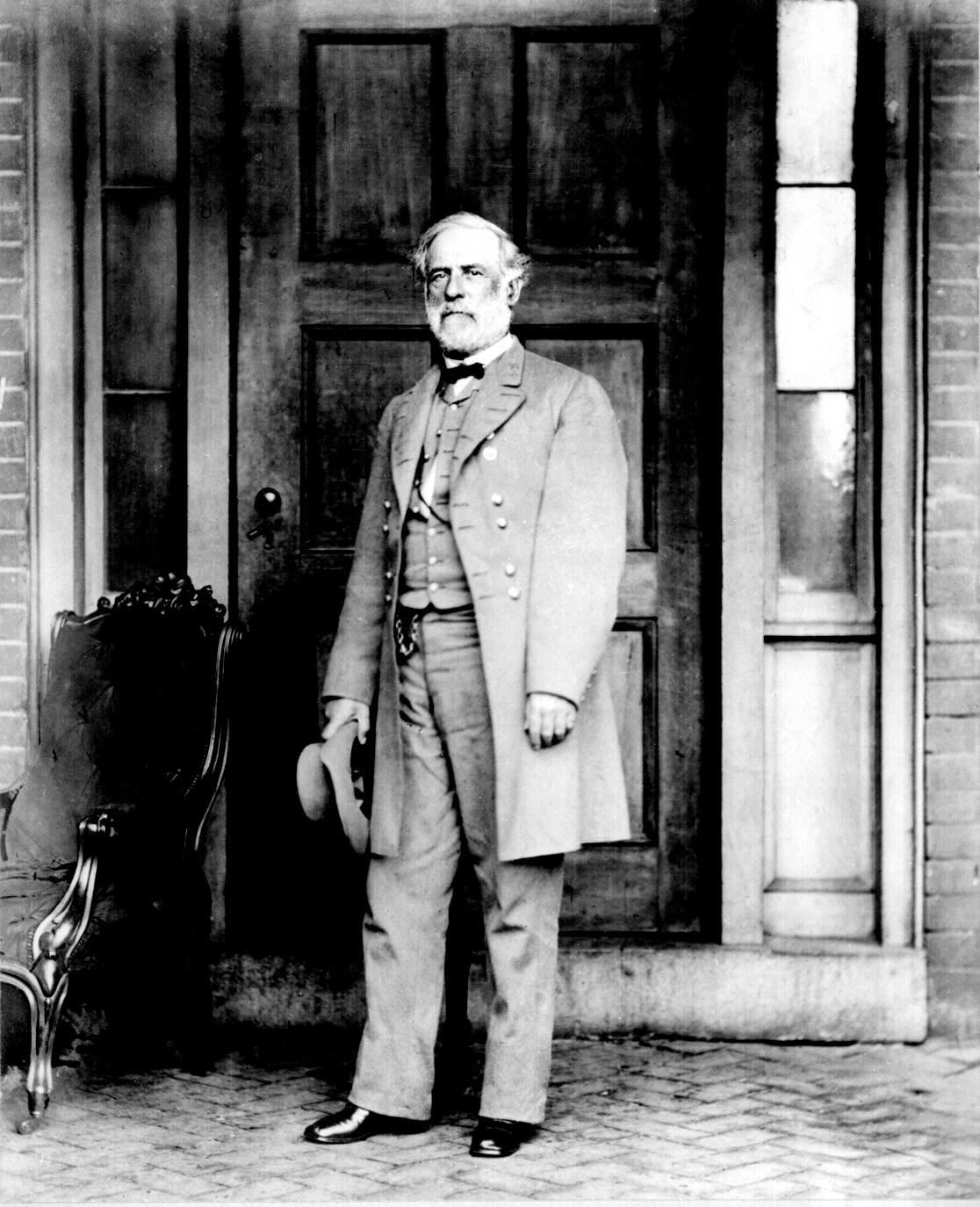
Robert E. Lee, general och sedermera överbefälhavare.

I konfederationens armé ingick många soldater och officerare som hade stridit för USA under kriget mot Mexiko. De lämnade USA:s armé, en del för att slåss för sitt lands frihet, andra för att försvara sin hemdelstat, såsom Robert E. Lee som i krigets inledning blev erbjuden posten som överbefälhavare för nordstatsarmén. Han kunde dock inte tänka sig att strida mot sin delstat Virginia utan avböjde och blev istället militärrådgivare åt Jefferson Davis. Olika indianstammar ställde också upp egna kompanier till sydstaternas förfogande. Arméns organisation baserades helt på USA:s armé och skulle formellt bestå av en liten stående armé samt en mycket större provisorisk armé, som var tänkt att läggas ner så fort kriget hade vunnits. I praktiken fanns ingen skillnad mellan de två och den stående armén fanns knappt mer än på pappret.
Både på grund av den djupt rotade rasismen och den uppenbara rädslan för slavuppror vägrade man i det längsta att kalla in svarta män för tjänstgöring trots att sydstatsarmén led av omfattande brist på manskap. I det absoluta slutskedet av kriget, på våren 1865, började man på grund av de stora förlusterna i döda, sårade och desertörer, högst motvilligt att acceptera svarta soldater men dessa hann aldrig sättas in i strid. I början av kriget var stridsviljan bland soldaterna stor och det var en hög moral i armén men mot slutet började armén ha svårt att hålla ihop förbanden, då många soldater bara ville försvara sin egen delstat när USA erövrade allt fler av de konfedererade staterna och soldaterna fick desperata brev från sina familjer om städer som plundrades och eldhärjades.

### Flottan
Flottan kunde aldrig komma upp i samma kvalitet som USA:s flotta. I början av kriget hade man bara 13 krigsskepp men vid slutet av kriget uppskattas den konfedererade flottan ha 101 skepp, de flesta hade dock sänkts eller blivit erövrade av nordstatarna. Teknologiskt låg man efter fienden vilket ledde till betydligt större förluster. För att i någon mån kompensera använde man sjöminor och kustartilleri för att attackera USA:s krigsfartyg, men lyckades aldrig häva nordstaternas sjöblockad.
Hamnen i Norfolk var konfederationens viktigaste militära hamn. Då USA gav upp hamnen den 20 april 1861 fick konfederationen fartyget USS Merrimack som låg i hamn där. USS Merrimack (då med namnet CSS Virginia) kom senare att vara med i det berömda sjöslaget vid Hampton Roads.
Största hamnen var New Orleans där man hade sitt största skeppsvarv. När staden föll 1862 fick man stora problem med att konstruera nya fartyg eftersom det inte fanns någon annan större hamn förutom den i Norfolk, som även den hade erövrats. Andra städer kunde reparera och underhålla fartyg men hade föga konstruktionsmöjligheter. För att utöka sin svaga flotta försökte man starta fler varv men detta var svårt på grund av den blockad som USA upprättat mot konfederationens hamnar, vilket resulterade i att man hade svårt att få in det nödvändiga materialet för att kunna få igång en fungerande varvsindustri.

### Marinkåren
Marinkårens uppgift var att skydda hamnar och fartyg; marinkårens personalstyrka var 900–1 000 officerare och soldater, de flesta hade tidigare tjänstgjort i USA:s marinkår. De mest kända slagen marinkåren var inblandade i var slaget vid Hampton Roads den 8 till 9 mars 1862 samt Slaget vid Sayler's Creek den 6 april 1865.

### Bushwhackers
Både nord- och sydstaterna använde miliser för gerillakrigföring. I sydstaterna organiserades så kallade bushwhackers som stred bakom fiendens linjer, attackerade fiendens underhållslinjer samt plundrade städer och byar för att få proviant och utrustning. USA vägrade se dessa som legitima soldater, milismännen riskerade att bli hängda som brottslingar om de tillfångatogs av unionssoldater. Många blev efter kriget kriminella, till exempel Jesse James.

## Demografi och kultur

### Populära sånger
Liksom USA vid samma tid saknade konfederationen en officiell nationalsång men den populära God Save the South ("Gud bevare södern") brukar anses ha varit de facto nationalsång. Andra lika populära sånger i sydstaterna under amerikanska inbördeskriget var Dixie's Land och marschen The Bonnie Blue Flag.

### Befolkning
U.S. Marshals genomförde en nationell folkräkning i hela USA år 1860 enligt vilken befolkningen i de delstater som senare kom att utgöra konfederationen uppgick till 9 103 332 invånare, exklusive icke-assimilerade indianstammar. 3 521 110 invånare räknades som förslavade, det vill säga drygt 39 % av totalbefolkningen i sydstaterna. I delstaterna South Carolina och Mississippi hölls till och med en majoritet av hela befolkningen i slaveri. Antalet svarta invånare i sydstaterna som räknades som fria från slaveriet var 132 760, mindre än 1,5 % av totalbefolkningen.

### Största städer
| Nr  | Stad                       | Antal invånare (1860) |
| --- | -------------------------- | --------------------- |
| 1.  | New Orleans, Louisiana     | 168 675               |
| 2.  | Charleston, South Carolina | 40 522                |
| 3.  | Richmond, Virginia         | 37 910                |
| 4.  | Mobile, Alabama            | 29 258                |
| 5.  | Memphis, Tennessee         | 22 623                |
| 6.  | Savannah, Georgia          | 22 292                |
| 7.  | Petersburg, Virginia       | 18 266                |
| 8.  | Nashville, Tennessee       | 16 620                |
| 9.  | Norfolk, Virginia          | 14 620                |
| 10. | Augusta, Georgia           | 12 493                |
| 11. | Columbus, Georgia          | 9 621                 |
| 12. | Atlanta, Georgia           | 9 554                 |
| 13. | Wilmington, North Carolina | 9 553                 |